# 吉伯特駝背脂鯉
吉伯特駝背脂鯉（学名：Cyphocharax gilbert），為輻鰭魚綱脂鯉目脂鯉亞目無齒脂鯉科的其中一個種，分布於南美洲巴西東部的淡水流域，體長可達12.6公分，棲息在底中層水域，生活習性不明。